# Battaglione Lucetti
Il Battaglione Lucetti è stata una brigata partigiana anarchica operante nei dintorni di Carrara.

## La Resistenza degli anarchici a Carrara
Nella Lunigiana e nella zona di Carrara operarono, con circa un migliaio di combattenti, diverse formazioni libertarie: oltre alla Gino Lucetti, la "Lucetti bis", la "Michele Schirru", la "Garibaldi Lunense" la "Elio Wochiecevich", le "Sap Renato Macchiarini", le "Sap-Fai".
Ciò è peculiare considerando che nel resto d'Italia, pur essendovi autonome formazioni anarchiche in numero non trascurabile, gli anarchici confluirono in gran parte nelle Brigate d'assalto Garibaldi (a Piacenza, ad esempio, l'anarchico Emilio Canzi era il comandante militare unico della XIII zona operativa) o nelle formazioni di Giustizia e Libertà (a Roma, ad esempio, molti anarchici militavano in quest'ultima formazione comandata da Vincenzo Baldazzi, legato da rapporti di antica amicizia con Errico Malatesta, mentre l'anarchico Raffaele De Luca fu uno dei capi e fondatori di Bandiera Rossa).
La storia e il tessuto sociale di Carrara crearono invece le condizioni affinché la presenza di autonome formazioni partigiane anarchiche fosse la più alta di tutta Italia. In particolare, fin dall'inizio del XX secolo con lo svilupparsi del movimento operaio nel settore dell'estrazione e della lavorazione del marmo, Carrara si può considerare la patria del social-comunismo di matrice libertaria e questa impronta ebbe larga influenza sull'antifascismo locale.

## La formazione del Battaglione
La Provincia di Massa e Carrara, così come le province confinanti, fu uno dei principali obiettivi degli attacchi squadristici degli anni venti e degli scontri con le formazioni di difesa proletaria. In seguito, durante il ventennio, l'antifascismo di Carrara non si spense nonostante la presenza in loco del gruppo degli squadristi carrarini, spesso al servizio dei grossi industriali del marmo (che sotto il fascismo videro incrementare le attività di estrazione e lavorazione del materiale, sempre più richiesto per il desiderio del regime di imitare i fasti della Roma imperiale). Negli anni venti i carrarini rappresentavano una delle milizie più mobili dello squadrismo fascista, e furono coinvolti nell'attacco della camera del Lavoro di Genova, nei Fatti di Sarzana e nei Fatti di Parma.
Dopo l'8 settembre 1943 le truppe tedesche decisero di disarmare i soldati italiani della caserma Dogali di Carrara ma diversi anarchici, guidati da Romualdo Del Papa, intervennero e si impossessarono delle armi. In tal modo riuscirono a strutturare le prime brigate partigiane, come la "Lucetti", che si costituì inizialmente nella cava di Lorano ed ebbe come comandante Ugo Mazzucchelli. Il battaglione venne dedicato a Gino Lucetti, nativo di Avenza, che nel 1926 tentò di uccidere Benito Mussolini con una bomba a mano e venne per questo incarcerato.

## Influenze sulla cultura di massa
(Una stofa della canzone "Dai monti di Sarzana")
Il libro Il coraggio del pettirosso di Maurizio Maggiani parla della Lucetti riportando alcuni versi della canzone anarchica "Dai monti di Sarzana" (nota anche come "Dai monti di Carrara") e asserendo che nessun nazifascista riuscì mai a imprigionare e portare a valle i partigiani del Battaglione e soltanto i carabinieri, dopo la Liberazione, furono in grado di farlo sciogliere.